# Leucocephalophus adersi
Leucocephalophus adersi, або Cephalophus adersi (дуїкер Адерса, також відомий як занзібарський дуїкер; нунга мовою суахілі, кунга марара серед кікопомо і хараке серед гір'яма) — вид парнокопитних ссавців родини бикових (Bovidae). Це невелика антилопа, що живе в Кенії і Занзібарі. Деякі вчені не розглядають її як вид, а вважають підвидом червоного дуїкера, дуїкера Гарві чи Петерса або навіть як міжвидового гібрида. Названий на честь доктора В. Мансфільда Адерса, зоолога на службі занзібарського уряду. Вид перебуває на межі зникнення через знищення середовищ проживання тварини.

## Опис
Довжина тіла (разом з головою) становить від 63 до 78 см., довжина хвоста становить від 6 до 13,8 см. Висота в плечах складає біля 30 см. Вага сильно варіюється в залежності від популяції: дуїкери, що живуть на сході Занзібару, важать 12 кг, а ті, що живуть на півдні — лише 7,5 кг. Його шерсть рудувато-коричнева, більш сіра на шиї і світла на спині і животі. Має маленькі прямі ріжки довжиною від 3 до 6 см. Морда видовжена, кінець носа плаский. Вуха довжиною 7-8,3 см, за ними на голові є помітний рудий чубчик довжиною до 4 см.

## Поширення
Дуїкери Адерса зазвичай живуть в прибережних лісах Африки. На Занзибарі вид мешкає в достально посушливих приморських чагарниках та на порослих рослинністю коралових мілинах, де море відступило від берега. В національному парку Арабуко-Сококе в Кенії вони живуть у заростях Cynometra. C. adersi є симпатричним до C. harveyi на материку і до C. monticola sundevalli на Занзібарі, але щодо їх екологічного розділення відомостей немає. 

## Екологія і поведінка
Вид дуже сором’язливий, насторожений і чутливий до звуку. Харчується квітами, листям і фруктами, що падають з дерев. Веде денний спосіб життя. Від світанку до пізнього ранку він харчується, після чого настає час відпочину. Опівдні тварини активізуються і поновлюють пошуки їжі. 
Дуїкери Адерса, як правило, поодинокі або зустрічаються в невеликих групах по дві чи три особини.
Вид віддає особливу перевагу певним видам квітів і ягід, таких як ебенове дерево, хурма (Diospyros consolataei]]), ягода куду (Cassine aethiopica) і гуаррі чагарникова (Euclea schimperi), а також рослини родів Canthium і Polyspheria. Також вони їдять пагони, бруньки та інші молоді рослини. Цей вид дуїкерів не потребує питної води, отримуючи достатньо вологи з їжею.
Ці дуйкери мають надзвичайно специфічні вимоги до навколишнього середовища: вони живуть лише в незайманих лісах, з щільністю населення не більше 11,4 ± 5,18 на км². Однак у 1999 дослідники спостерігали дуїкерів Адерса у вторинних лісах.
Про його репродуктивні звички відомо небагато. Вони можуть розмножуватися протягом усього року.

## Збереження
Дуїкерам загрожує знищення середовища проживання, здичавілі пси і надмірне полювання. Занзібарська популяція зменшилась із 5000 у 1983 році до 640 у 1999 році (тобто на 88% за 17 років), і її чисельність, ймовірно, буде продовжувати швидко зменшуватися. У Кенії дуїкер проживає дуже розрідженими групками і точна чисельність занзібарських дуїкерів, що живуть на материку, невідома. В національному парку Арабуко-Сококе їх чисельність оцінюють у 320—400 голів.
Було складено кілька планів збереження виду та запропоновано програму розведення в неволі. 